# Welser Tiergarten
Koordinaten: 48° 9′ 11,7″ N, 14° 1′ 1,5″ O
Der Welser Tiergarten ist eine Parkanlage und ein Zoo in der Stadt Wels. Der Tiergarten ist der älteste in Oberösterreich, auf 28.000 m² beherbergt er 650 Tiere. Die Parkanlage wird im Süden und im Westen von der Welser Messe, im Osten von der Almtalbahn und im Norden von der Maria-Theresia-Straße begrenzt.

## Geschichte
Die Wurzeln des Tiergartens liegen im Jahr 1930. Als am Welser Volksfest eine Wildtierausstellung auf dem Areal stattfand, initiierte die Stadt Wels auf deren Grundlage die Schaffung einer dauerhaften Ausstellung. Die Stadt erwarb somit die Parkanlage des Herminenhofes und machte sie den Besuchern als Hirschenwiese zugänglich. 1934 wurde ein Vogelgehege eröffnet, welches noch heute besteht.
Während des Zweiten Weltkriegs war auch der Betrieb des Tiergartens unterbrochen; er wurde erst 1952 wieder aufgenommen. Seit 1954 werden zu den verschiedenen Vogelarten und heimischen Wildtieren auch Affen gehalten. Heute ist der Welser Tiergarten in Österreich jener mit der größten Artenvielfalt unter Primaten. Der Tiergarten wurde zuletzt 2012 erneuert, als ein neues Affenhaus errichtet wurde.
Die nächsten größeren Umbauarbeiten sind im Rahmen der Vorbereitungen zur oberösterreichischen Landesgartenschau in Wels im Jahr 2027 geplant: Ein Rundweg soll mehrere Parkanlagen in Wels, darunter den Zoo, miteinander verbinden.

## Konzept
Der Tiergarten ist ein Zoo der Kategorie A nach der Zooverordnung.
Eigentümerin des Tiergartens ist die Stadt Wels. Er ist ganzjährig geöffnet und zählt zu den wenigen Tierparks in Österreich, bei denen der Eintritt kostenfrei ist. Für die Erhaltung und Finanzierung sorgt die Stadt Wels, zudem gibt es für Unternehmen die Möglichkeit des Sponsorings für den gesamten Park oder einzelne Tierarten. Neben zahlreichen exotischen und heimischen Vogelarten verfügt der Tiergarten über eine Vielzahl an Primaten, für sie wurde 2012 ein neues Affenhaus errichtet. Zu den heimischen Tierarten zählen etwa zwei Luchse und Hirsche.
Durch das Areal fließt ein Seitenarm des Mühlbaches, welcher durch ein Schöpfrad abgezweigt wird, er sorgt für die Bewässerung des Tierparks.
Im Tiergarten befinden sich ein Buffet, mehrere Kinderspielplätze sowie eine Schachfläche. Die nächstgelegenen Bahnhöfe sind der Lokalbahnhof und der Messebahnhof.
In den Sommermonaten bietet der Tiergarten Wels die längsten Öffnungszeiten aller österreichischen Tiergärten.
- Mitte März bis Mitte Oktober 07:00–19:45
- Mitte Oktober bis Mitte März 08:00–16:45

## Europäische Erhaltungszuchtprogramme
Der Tiergarten Wels beteiligt sich an Europäischen Erhaltungszuchtprogrammen (EEP) des europäischen Zooverbandes (EAZA). Das Ziel dieser Programme ist es, einen dauerhaften Zoobestand zu gewährleisten, der auch der Erhaltung gefährdeter Arten dient. Der Tiergarten Wels ist mit 9 Arten am EEP beteiligt. Die Gruppe der stark gefährdeten Bartaffen gehört zu den am erfolgreichsten züchtenden Gruppen im EEP und es wird überlegt, ob die Tiere aus Wels bei Wiederansiedelungen in Indien beitragen können.

## Kooperation mit Forschungseinrichtungen
Vor allem mit dem Fachbereich „Ökologie und Evolution“ der Universität Salzburg wurden immer wieder Bachelorarbeiten im Tiergarten Wels durchgeführt. Beispielsweise zur Neugier bei Vögeln und Affen, zum Flusskrebsbestand in heimischen Bachläufen oder zum Monitoring der Ratten. Gelegentlich wurden auch Arbeiten mit der Universität Wien durchgeführt.
Gewisse Tiere, wie Bartaffen oder die Keas, sind Studientiere von Forschungsberichten in Fachzeitschriften. Aber auch die Projekte, an denen sich der Tiergarten mit seiner Nachzucht bei Wiederansiedlungsprojekten beteiligt, sind wissenschaftlich belegt.
In 2025 wird die Persönlichkeitsentwicklung der Keas erforscht.

## Tiere
Die Liste ist nicht abschließend und zeigt die Vielfalt der gehaltenen Arten.

### Beuteltiere
- Rotes Rattenkänguru

### Gepanzerte Nebengelenktiere
- Braunborsten-Gürteltier

### Schildkröten
- Europäische Sumpfschildkröte
- Griechische Landschildkröte
- Spornschildkröte
- Ägyptische Landschildkröte

### Schuppenkriechtiere
- Hardun

### Amphibien
- Europäischer Laubfrosch

### Nagetiere
- Azara-Aguti
- Mittelamerikanisches Aguti

### Paarhufer
- Chinesischer Muntjak
- Damhirsch
- Kune Kune
- Ouessantschaf
- Zackelschaf
- Ziege

### Primaten
- Bartaffe
- Dianameerkatze
- Katta
- Lisztaffe
- Mantelaffe
- Rotbauchtamarin
- Schwarzer Brüllaffe
- Springtamarin
- Zwergseidenaffe

### Raubtiere
- Eurasischer Luchs

### Rackenvögel
- Blauracke
- Jägerlist

### Regenpfeiferartige
- Austernfischer
- Säbelschnäbler

### Ruderfüßer
- Kuhreiher
- Rosapelikan
- Heiliger Ibis

### Schreitvögel
- Marabu
- Mohrenklaffschnabel
- Schwarzstorch
- Weißstorch

### Eulen
- Habichtskauz
- Sibirischer Uhu

### Gänsevögel
- Krickente
- Streifengans
- Trauerschwan

### Hornvögel und Hopfe
- Furchenhornvogel
- Keulenhornvogel
- Kronentoko
- Rotschnabeltoko
- Silberwangenhornvogel
- Trompeterhornvogel
- Van-der-Deckens-Toko

### Hühnervögel
- Appenzeller Spitzhaubenhuhn
- Ayam Cemani
- Bankivahuhn
- Diamantfasan
- Geierperlhuhn
- Haushuhn
- Helmperlhuhn
- Indischer Pfau
- Pute
- Temmincktragopan

### Kranichvögel
- Graukranich
- Jungfernkranich
- Mandschurenkranich

### Papageien
- Dunkelroter Ara
- Kea
- Kleiner Soldatenara
- Wellensittich (Wildform)